# Ampelografía

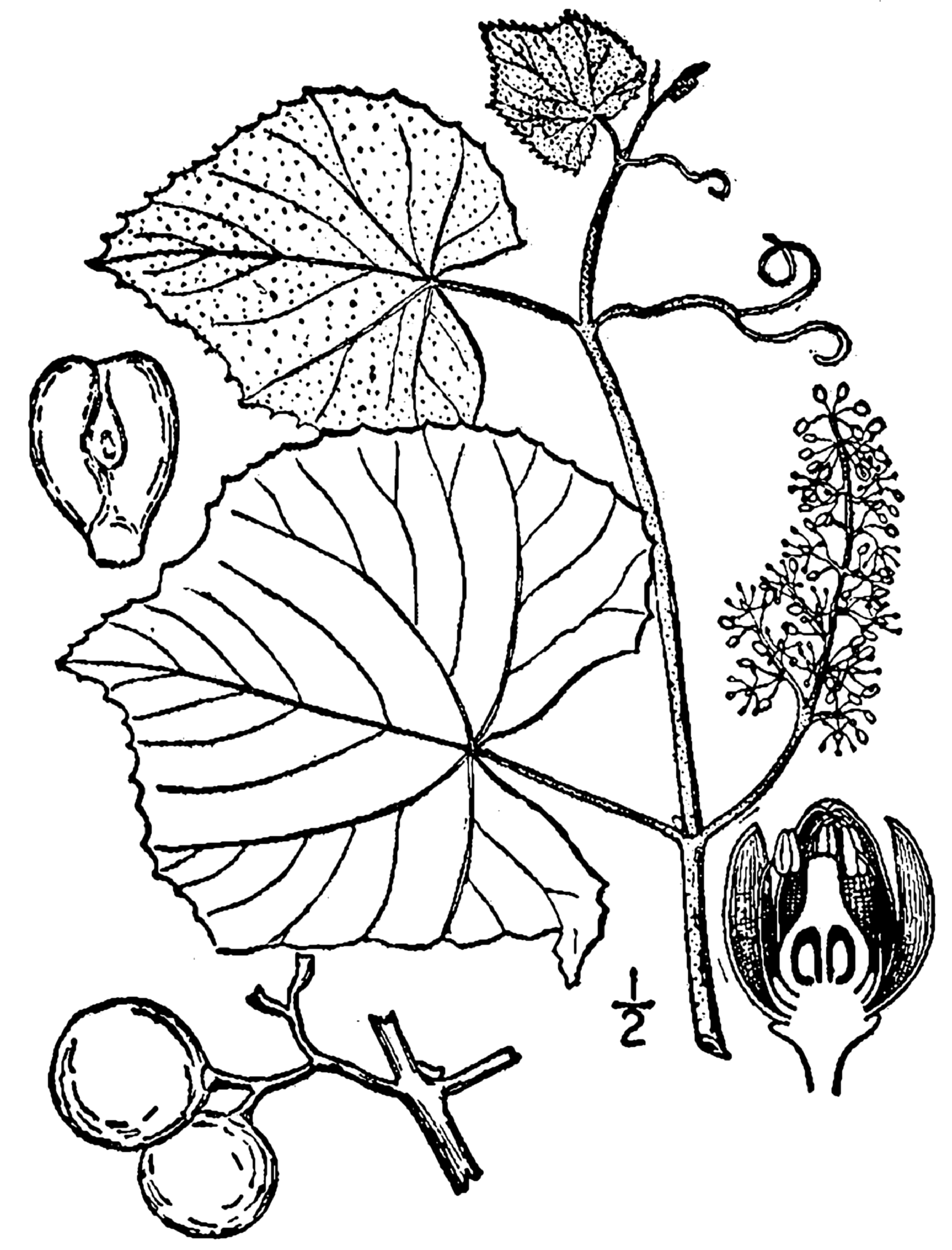
Vitis labrusca

La ampelografía (ἄμπελος, "vid" + γράφος, ‘escritura’) es el campo de la botánica que concierne a la identificación y clasificación de las vides (vitis). Tradicionalmente, esto se ha hecho por comparación de la forma y color de la hoja de la vid y las bayas de la vid; más recientemente, el estudio de las vides ha sido revolucionado por la huella de ADN.

## Historia temprana
La uva de vino es una especie extremadamente variable y algunas variedades, como la Pinot, mutan de manera particularmente frecuente. Al mismo tiempo, la industria del vino y la uva de mesa han sido importantes desde los tiempos antiguos, de modo que grandes sumas de dinero pudieron depender de la correcta identificación de las diferentes variedades y clones de vid.
La ciencia de la ampelografía empieza seriamente en el siglo XIX, cuando de repente se convierte en importante entender más sobre las diferentes especies de vid, ya que ellas tienen resistencias muy diferentes a las enfermedades y pestes como la filoxera.
Muchos libros de identificación de vides fueron publicados en este periodo, de los cuales el mayor es la Ampélographie française de Victor Rendu de 1857, decorada con bellas litografías coloreadas a mano por Eugene Grobon.

## Pierre Galet
Hasta la Segunda Guerra Mundial la ampelografía se había convertido en un arte. Entonces Pierre Galet, de la Escuela Nacional Agronómica de Montpellier, ensambló un criterio sistemático para la identificación de las vides. El sistema de Galet se basó en la forma y contorno de las hojas, las características de los brotes, los tipos de brotes, los pecíolos, el sexo de las flores, la forma de los racimos y el color, tamaño y pepitas de las propias uvas. Las uvas son menos afectadas por los factores ambientales que las hojas. Incluso incluyó el sabor de la uva como criterio, pero esto es más subjetivo.

## Ampelografía Histórica Universal Ilustrada
En 2012, la editorial italiana L'Artistica Editrice publicó Illustrated Historical Universal Ampelography (Ampelografía Histórica Universal Ilustrada), una obra de tres volúmenes que contiene los más importantes libros editados en Francia e Italia entre el 1800 y el 1900: la Ampelografía de Pierre Viala y Victor Vermorel, la selección de uvas de la Pomona italiana por Count Giorgio Gallesio y la Ampelografía Italiana del Ministerio de Agricultura italiano. El libro incluye 551 ilustraciones en color de uvas de todo el mundo, con textos en italiano e inglés, que describen las características morfológicas y agrícolas de cada variedad de vid, así como sus sinónimos y curiosidades históricas.

## ADN
Carole Meredith, de la Universidad de California, fue pionera en el uso de la huella genética para la identificación de la vid. Famosos sucesos con la técnica incluyen proveer la identificación de Zinfandel, Primitivo y Crljenak Kaštelanski, y la identificación de parientes de Sanginovese como Ciliegiolo y Calabrese Montenuovo. Estos ejercicios están dando información valiosa sobre los procesos de comercio y migración.
La huella de ADN usa segmentos de ADN que no afectan al aspecto o al sabor de las uvas. Trabajos más recientes han identificado los genes responsables de las diferencias entre las variedades de uvas, como el VvMYBA1 y el VvMYBA2, genes que controlan el color de la uva, o el VvGAI1, gen que muta en algunas células de Pinot Meunier comparado con el Pinot noir.